# Diocèse d'Estelí
Le diocèse d'Estelí (en latin : Dioecesis Esteliensis ; en espagnol : Diócesis de Estelí) est un diocèse de l'Église catholique du Nicaragua, suffragant de l'archidiocèse de Managua.

## Territoire
Il est situé sur les départements d'Estelí, de Madriz et Nueva Segovia. La superficie de son territoire est de 7 298 km2 divisé en 43 paroisses. L'évêché est à Estelí où se trouve la cathédrale de Notre-Dame du Rosaire.

## Histoire
Le diocèse est érigé le 17 décembre 1962 par la constitution apostolique Supremi muneris du pape Jean XXIII en prenant sur le territoire du diocèse de León en Nicaragua.

## Évêques
- Clemente Carranza y López (1963-1978)
- Rubén López Ardón (1979-1990)
- Juan Abelardo Mata Guevara, S.D.B (1990-2021)
  - Rolando José Álvarez Lagos (2021- ) (administrateur apostolique)